# José María Carulla

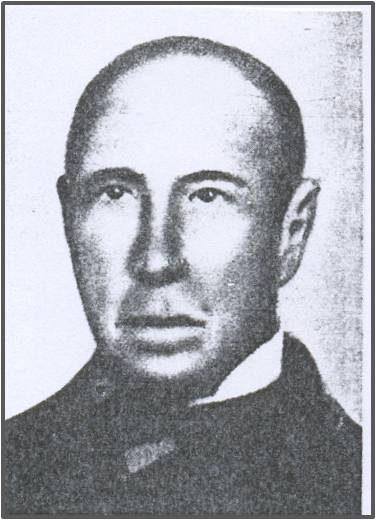
José María Carulla

José María Carulla y Estrada (Igualada, Barcelona, 1839-Granada, 4 de febrero de 1919) fue un escritor y abogado español.

## Biografía
Nació en la localidad barcelonesa de Igualada en octubre de 1839. Estudió Derecho en la Universidad de Zaragoza.
Trasladado a la capital de España, colaboró en el periódico carlista La Esperanza. Tras fallecer el director de dicho periódico, Pedro de la Hoz, en diciembre de 1865, Carulla escribió su biografía. En 1868 sirvió en los zuavos pontificios contra las tropas de Garibaldi que invadieron Roma, y más tarde combatió en la tercera guerra carlista en el bando de Don Carlos.

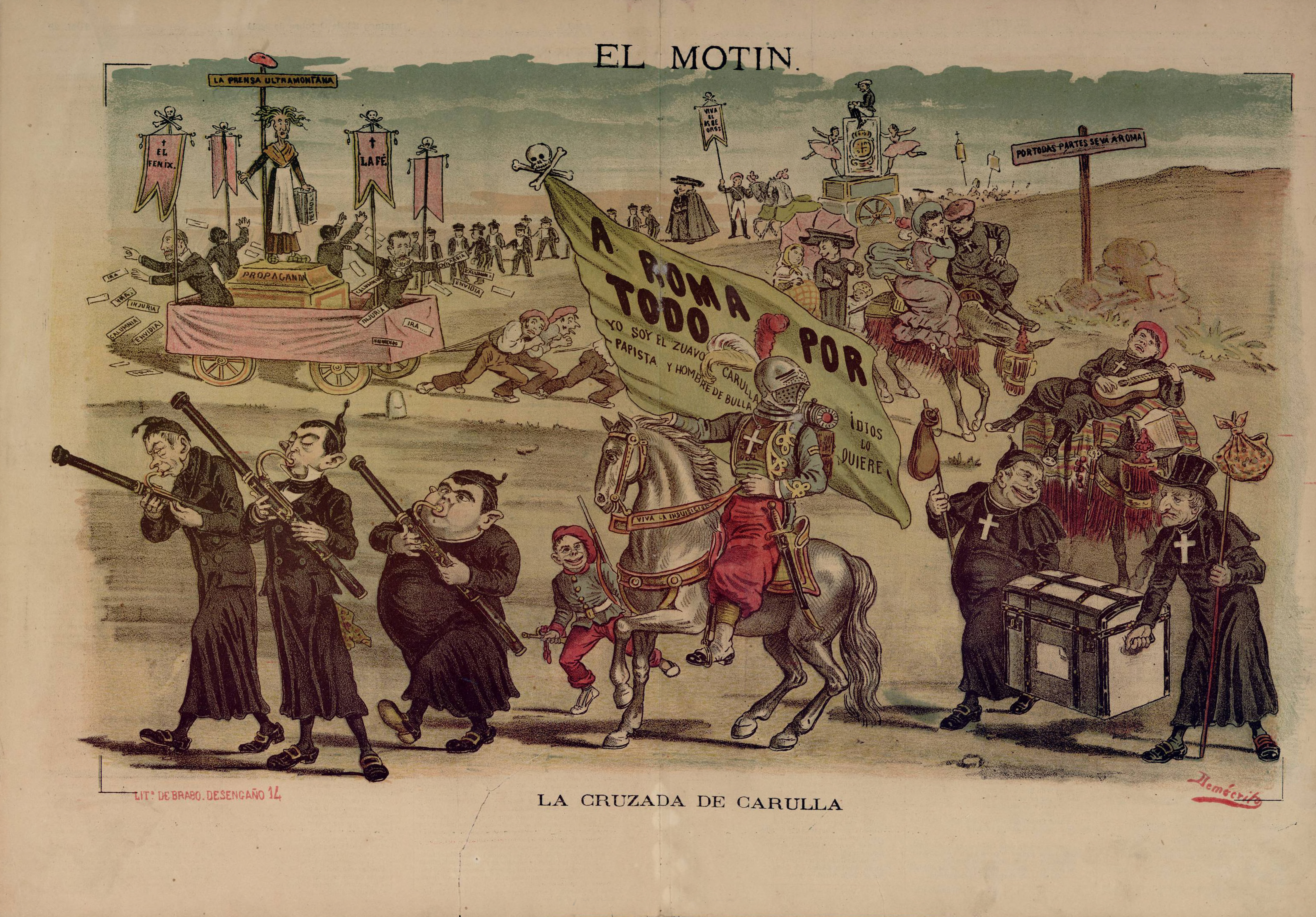
Caricatura en El Motín representando la peregrinación a Roma promovida por Carulla

En 1874 fundó y dirigió en Madrid la revista La Civilización. Ese mismo año tradujo en verso castellano la Divina comedia. Fue asimismo colaborador del diario La Fé, sucesor de La Esperanza, desde el que en 1881 promovió una peregrinación carlista a Roma. Ese mismo año se adhirió a la Unión Católica. Por su defensa de los principios católicos, el papa le concedió la Gran Cruz «Pro Ecclesia et Pontifice».
En 1883 comenzó a publicar en la revista La Civilización Cristiana su célebre Biblia en verso, en la que puso en verso 4 de los 62 libros de los que consta la Biblia. Sin embargo, el resultado fue tan farragoso que sus ripios fueron tema de broma en la tertulias de la época y de ahí nació la expresión la Biblia en verso para referirse a obras, comentarios y discursos largos y aburridos. 
Fue abogado del I. Colegio de Madrid, académico profesor de la matritense de Jurisprudencia, de la de los Arcades y Quirites de Roma y de otras varias extranjeras. Falleció en Granada en 1919.

## Obras
Entre las obras escritas por José María Carulla se encuentran:
- Carulla, José María (1866). Biografía de D. Pedro de la Hoz. Madrid: Imp. de La Esperanza.
- — (1867). Roma en el centenar de San Pedro. Madrid: Gaspar y Roig.
- — (1880). Biografía del Señor D. Fr. Joaquín Lluch y Garriga. Madrid: Antonio Pérez Dubrull.
- — (1880). Los hipócritas. Madrid: Antonio Pérez Dubrull.